# Henri Salvador
Henri Salvador (Cayenne (Frans-Guyana), 18 juli 1917 - Parijs, 13 februari 2008) was een Frans zanger, gitarist, componist en humorist. Zijn vader, Clovis, en zijn moeder, Antonine Paterne, dochter van een Caraïbische indiaan, kwamen beiden uit Guadeloupe. Op twaalfjarige leeftijd verhuisde hij met zijn ouders naar Frankrijk.
Salvador trad vanaf 1933 als musicus en humorist op in Parijse cabaretten. Hij leerde gitaar spelen door het imiteren van Django Reinhardts opnames, en werkte in de jaren 1930 met hem samen. Tijdens de Tweede Wereldoorlog verbleef hij in Zuid-Amerika met het orkest van Ray Ventura.
Na de oorlog begon hij aan een succesvolle carrière als zanger. Hij werd onder meer bekend door het opnemen van het eerste Franse rock-'n-rollnummer in 1956, geschreven door Boris Vian en Michel Legrand.
Zijn hoogtepunt beleefde hij in de jaren 1960, toen hij zijn eigen tv-shows had. In de laatste decennia van de twintigste eeuw begon zijn ster te tanen, maar tegen het einde van zijn lange carrière kende hij opnieuw een stijgende populariteit. Zijn laatste optreden vond plaats op 90-jarige leeftijd, enkele maanden voor zijn overlijden.
Henri Salvador was een zeer veelzijdig artiest, die zowel romantische als humoristische liedjes zong. Tot zijn bekendste nummers behoren Mélodie d' Amour (1947), Une chanson douce (eigenlijk Le loup, la biche et le chevalier, 1950) en Le travail c'est la santé (1965). Grote successen van hem waren ook (humoristische) covers als Zorro est arrivé (Along Came Jones, 1964) en Juanita Banana (1966).
Henri Salvador was een verwoed supporter van de Parijse voetbalclub Paris Saint-Germain. Hij steunde de club financieel toen deze in moeilijkheden verkeerde. Uit dank kreeg hij een gratis abonnement voor het leven. Hij was ook een petanquespeler van hoog niveau en publiceerde zelfs een stripalbum over petanque.
Salvador is op 90-jarige leeftijd overleden en ligt begraven tussen de andere beroemdheden op Cimetière du Père-Lachaise.
- Bibsys: 6022216
- Biblioteca Nacional de España: XX4580397
- Bibliothèque nationale de France: cb12535417z (data)
- CiNii: DA16216188
- Gemeinsame Normdatei: 119547295
- International Standard Name Identifier: 0000 0001 1648 6699
- Library of Congress Control Number: n95043652
- MusicBrainz: 05812a7d-deff-4cd1-9087-08de9ff77581
- Nationale Bibliotheek van Tsjechië: mzk2012722874
- Nationale bibliotheek van Australië: 61307461
- Nationale Bibliotheek van Israël: 987007319707305171
- Nationale Bibliotheek van Polen: a0000003043976
- Nationale en Universitaire bibliotheek Zagreb: 000346041
- Nederlandse Thesaurus van Auteursnamen: 07221810X
- Réseau des bibliothèques de Suisse occidentale: 02-A003781904
- Istituto Centrale per il Catalogo Unico: LO1V192399
- LIBRIS: 306409
- SNAC: w6280tp3
- Système universitaire de documentation: 034616861
- Virtual International Authority File: 56721582
- WorldCat: E39PBJw8TyDB9TxkqxBpgYtHYP